# 無綫電視音樂節目列表
本條目列出電視廣播有限公司（無綫電視）製作的音樂節目。

註：節目名稱前的為該節目於無綫電視的首播日期及頻道，節目名稱後的為該節目的結束播放日期（如有）。

## 常規音樂節目
- 1968年6月22日翡翠台：星光晚會（SING SING SING，歷任主持：詹小屏、鍾玲玲）
- 1969年4月3日翡翠台：可樂晚唱（主持：方逸華）
- 197_年__月__日翡翠台：弦韻寄心聲（主持：鄭少秋）
- 197_年__月__日翡翠台：歌舞良宵（主持：森森）
- 1974年__月__日翡翠台：載歌載舞（主持：森森、斑斑、櫻櫻、菁菁）
- 197_年__月__日翡翠台：節奏（主持：容茱迪）
- 1981年10月10日翡翠台、高清翡翠台、J2：勁歌金曲
  - 2006年1月8日翡翠台：勁歌總選經典大件事（主持：林敏聰、林曉峰）
  - 2006年7月5日翡翠台：勁歌金曲熱唱世界盃 (東港城特約)
  - 2007年1月6日翡翠台：翻轉勁歌25年（呈獻）
  - 2008年1月5日翡翠台、高清翡翠台：志偉哈林講勁歌（主持：曾志偉、庾澄慶）
  - 2011年1月1日翡翠台、高清翡翠台：玩轉勁歌30年（主持：崔建邦、羅敏莊）
- 1984年1月1日翡翠台：新地任你點（歷任主持：林憶蓮、黃靄君、黃凱芹、周美茵、許志安、阮兆祥、鄭秀文、倪震、何寶生、樊亦敏、郭偉安、張沅薇、吳家輝、區紹偉、鄧麗文、王喜、陳海恆、丘凱敏、王賢誌、愛麗絲、袁彩雲、吳家樂、黃宗澤；第一代主持：胡渭康、盧敏儀、區瑞強，1989至1997年間易名為《週末任你點》)至1999年7月4日
- 1984年__月__日明珠台：週一金榜流行曲至1988年__月__日
- 1984年__月__日明珠台：週五金榜流行曲至1988年__月__日
- 1987年3月__日明珠台：沙龍流行音樂轉播站
- 1988年7月18日翡翠台：金曲挑戰站至2015年4月24日
- 1989年1月__日翡翠台：萬事發音樂看世界
- 1990年1月7日翡翠台：週末新地帶（歷任主持：黃翊、梁榮忠、林映輝、阮兆祥、麥長青、梁漢文、湯寶如、莫文蔚、駱俊文、譚偉權、張沅薇、林劍峰、蔡雲霞、陳奕迅、楊千嬅、羅敏莊、曾仕賢、何韻詩、劉浩龍、黃雯，1997年前稱為《新地帶》)至1999年3月27日
- 1990年__月__日明珠台：MAXELL音樂動感
- 1990年10月11日翡翠台：靚歌穿梭伴我行（主持：陳啟泰）
- 1991年1月10日翡翠台：逝影流聲（主持：蔡楓華）
- 1991年__月__日翡翠台：樂韻夜風情
- 1991年10月5日翡翠台：翡翠音樂幹線至2004年7月24日（歷任主持：曾航生、劉文娟、張沅薇、蔡立兒、鄭敬基、阮兆祥、蔡雲霞、雷宇揚、丘凱敏、王賢誌、余宜發、陳穎妍、何韻詩、劉浩龍、黃天翱、崔建邦、Kawaii)
- 1993年1月23日明珠台：明珠音樂幹線至1993年6月26日
- 1995年2月__日翡翠台：樂壇新勢力
- 1995年__月__日明珠台：亞洲音樂大放送
- 1995年9月18日翡翠台：好歌三點播（主持：李浩林、劉倩怡）
- 1997年__月__日翡翠台：深夜宣言
- 1997年__月__日翡翠台：星聲相識
- 1999年7月11日翡翠台：非常音樂空間
- 1999年__月__日翡翠台：星SING傳聲筒
- 1999年__月__日翡翠台：翡翠音樂五夜場
- 1999年__月__日翡翠台：勁歌超星座至2004年7月17日
- 2000年__月__日翡翠台：熱唱K一族
- 2001年__月__日翡翠台：V6 整蠱派對
- 2001年__月__日翡翠台：V6 玩盡唱盡台灣行
- 2001年__月__日翡翠台：Kinki Kids全日音樂大放送
- 2001年__月__日翡翠台：堂本兄弟音樂瀛地
- 2001年__月__日翡翠台：Tokio小子心理攻略
- 2002年__月__日翡翠台：V6瀛仔派對
- 2002年9月23日翡翠台：SMS話點就點至2004年7月17日
- 2004年7月18日翡翠台：重量Plug至2015年4月19日
- 2004年7月24日翡翠台：音樂潮@giv至2005年7月9日
- 2004年7月27日翡翠台、J2：無間音樂
- 2005年7月16日翡翠台：360℃音樂無邊（主持：姜文杰、陳宇琛，Freeze成員：甄詠珊、石詠莉、陳樂榣）至2011年9月24日
- 2010年2月28日翡翠台、高清翡翠台：我的故事．我的歌至2010年4月25日
- 2010年5月11日J2：巨聲工房
- 2010年12月12日J2、音樂台：Music Café
- 2011年10月3日翡翠台：360°至2015年4月19日
- 2015年2月15日翡翠台、高清翡翠台：Sunday靚聲王（主持：鄭少秋、汪明荃、林曉峰）
- 2015年4月25日翡翠台：樂勢力
- 2015年4月26日翡翠台、高清翡翠台、J2：超級勁歌推介
- Busking不停音樂（共兩輯）
  - 2016年10月14日J2：Busking不停音樂（第一輯主持：林師傑、MastaMic、謝文欣、張雪瑩）
  - 2017年7月21日J2：Busking不停音樂（第二輯主持：MastaMic、盧思穎、羅明嘉）
- 流行經典50強／流行經典50年系列
  - 2017年2月26日翡翠台：流行經典50強（主持：薛家燕、黎小田、湯寶如、曹永廉）
  - 2017年4月23日翡翠台：流行經典50年（主持／客席：薛家燕、黎小田、湯寶如、曹永廉、古巨基、陳敏之、胡諾言、黎瑞恩）
  - 2017年9月23日翡翠台：流行經典50年 唱爆周末（主持／客席：薛家燕、黎小田、湯寶如、曹永廉、胡楓、陳敏之、鄭俊弘、陳松伶、鄭俊弘、譚嘉儀、黎耀祥、黃智賢）

TVB音樂台：
- 200_年__月__日音樂台：華語金曲速遞
- 200_年__月__日音樂台：音樂共同體
- 2005年11月__日音樂台：火熱推介
- 200_年__月__日音樂台：型人型樂館
- 200_年__月__日音樂台：寰宇音樂放送
- 200_年__月__日音樂台：搜搜金曲
- 200_年__月__日音樂台：音樂復刻
- 200_年__月__日音樂台：K歌新登陸
- 200_年__月__日音樂台：音樂潮拜
- 2006年__月__日音樂台：眾星熱唱CONCENT BLOG

## 懷舊金曲/粤劇
- 1968年__月__日翡翠台：廣東歌樂（主持：胡章釗；編導：鍾景輝）
- ____年__月__日翡翠台：曲藝大全
- 1976年__月__日翡翠台：家寶之聲（主持/演出：羅家英、李寶瑩；編導：温燦華）
- 1989年7月__日翡翠台：星光燦爛金曲夜
- 2000年__月__日翡翠台：金曲真情話當年
- 2001年__月__日翡翠台：名曲滿天星（主持：汪明荃）
- 2001年__月__日翡翠台：雷鳴金鼓頌家聲
- 2003年__月__日翡翠台：紅星追聲名歌SING
- 2005年__月__日翡翠台：金曲迴響香港情
- 2006年__月__日翡翠台：超級靚聲演鬥廳（Super MIX；主持：伍衞國、關菊英）
- 2006年__月__日翡翠台：我們的世紀金曲（晶苑地產特約）
- 2006年__月__日翡翠台：聽得到的回憶
- 2010年10月10日翡翠台、高清翡翠台：金曲擂台
- 2015年2月15日翡翠台、高清翡翠台：Sunday靚聲王（主持：鄭少秋、汪明荃、林曉峰）

## 流行音樂頒獎典禮
- 1977年__月__日翡翠台：金唱片頒獎典禮
- 1984年1月28日翡翠台：十大勁歌金曲頒獎典禮
  - 1983年_月__日翡翠台：勁歌金曲季選至2003年1_月__日
- 1991年1月19日翡翠台：1990年度十大勁歌金曲頒獎典禮
- 1991年4月7日翡翠台：1991年度勁歌金曲第一季季選
- 1991年6月30日翡翠台：1991年度勁歌金曲第二季季選
- 1991年9月1日翡翠台：1991年度勁歌金曲第三季季選
- 1991年12月22日翡翠台：1991年度勁歌金曲第四季季選
- 1992年1月19日翡翠台：1991年度十大勁歌金曲頒獎典禮
- 1992年__月__日翡翠台：1992年度勁歌金曲第一季季選
- 1992年__月__日翡翠台：1992年度勁歌金曲第二季季選
- 1992年9月26日翡翠台：1992年度勁歌金曲第三季季選
- 1992年__月__日翡翠台：1992年度勁歌金曲第四季季選
- 1993年1月17日翡翠台：十大勁歌金曲頒獎典禮
- 1993年__月__日翡翠台：1993年度勁歌金曲第一季季選
- 1993年__月__日翡翠台：1993年度勁歌金曲第二季季選
- 1993年9月26日翡翠台：1993年度勁歌金曲第三季季選
- 1993年__月__日翡翠台：1993年度勁歌金曲第四季季選
- 1994年1月16日翡翠台：1993年度十大勁歌金曲頒獎典禮
- 1994年__月__日翡翠台：1994年度勁歌金曲第一季季選
- 1994年9月25日翡翠台：1994年度勁歌金曲第二季季選
- 1994年__月__日翡翠台：1994年度勁歌金曲第三季季選
- 1994年__月__日翡翠台：1994年度勁歌金曲第四季季選
- 1995年1月15日翡翠台：十大勁歌金曲頒獎典禮
- 1995年__月__日翡翠台：1995年度勁歌金曲第一季季選
- 1995年__月__日翡翠台：1995年度勁歌金曲第二季季選
- 1995年__月__日翡翠台：1995年度勁歌金曲第三季季選
- 1995年__月__日翡翠台：1995年度勁歌金曲第四季季選
- 1996年1月14日翡翠台：1995年十大勁歌金曲頒獎典禮
- 1996年__月__日翡翠台：1996年度勁歌金曲第一季季選
- 1996年6月30日翡翠台：1996年度勁歌金曲第二季季選
- 1996年9月29日翡翠台：1996年度勁歌金曲第三季季選
- 1996年__月__日翡翠台：1996年度勁歌金曲第四季季選
- 1997年1月12日翡翠台：1996年十大勁歌金曲頒獎典禮
- 1997年__月__日翡翠台：1997年度勁歌金曲第一季季選
- 1997年__月__日翡翠台：1997年度勁歌金曲第二季季選
- 1997年__月__日翡翠台：1997年度勁歌金曲第三季季選
- 1997年12月28日翡翠台：1997年度勁歌金曲第四季季選
- 1998年1月18日翡翠台：1997年十大勁歌金曲頒獎典禮
- 1998年__月__日翡翠台：1998年度勁歌金曲第一季季選
- 1998年__月__日翡翠台：1998年度勁歌金曲第二季季選
- 1998年__月__日翡翠台：1998年度勁歌金曲第三季季選
- 1998年12月27日翡翠台：1998年度勁歌金曲第四季季選
- 1999年1月24日翡翠台：1998年十大勁歌金曲頒獎典禮
- 1999年3月28日翡翠台：1999年度勁歌金曲第一季季選
- 1999年6月20日翡翠台：1999年度勁歌金曲第二季季選
  - 2004年6月5日翡翠台：勁歌金曲優秀選
- 1999年__月__日：TVB8金曲榜頒獎典禮

## 歌唱/音樂比賽
- 1968年7月10日翡翠台：聲寶之夜（歷任主持：譚炳文，鍾曉薇，王愛明，歐嘉慧，何守信，李道洪，呂有慧等）
- 1977年9月4日翡翠台：1977業餘音樂天才比賽（主持：周潤發，繆騫人，林旭華) (編導：梁家樹；監製：吳慧萍)
- 19__年__月__日翡翠台：銀河聲星Sing
- 1982年__月__日翡翠台：TVB全球華人新秀歌唱大賽(前稱《TVB8全球華人新秀歌唱大賽》/《英皇新秀歌唱大賽》/《全球華人新秀歌唱大賽》/《新秀歌唱大賽》)
- 1986年7月13日翡翠台：第五屆新秀歌唱大賽（總決賽）[1]
  - 1997年__月__日翡翠台：英皇新秀歌唱大賽（前稱《全球華人新秀歌唱大賽香港區選拔賽》）
- 1991年2月3日翡翠台：第一屆亞洲鐳射卡拉OK大賽香港區決賽（主持：陳敏兒，廖啟智)
- 2001年__月__日翡翠台：熱唱樂壇新星勢
- ____年__月__日翡翠台：CASH流行曲創作大賽
- 2006年__月__日音樂台：Umc音樂節（南豐集團特約）
- 2007年12月1日翡翠台：東亞澳門新星選拔大賽
- 2007年12月1日翡翠台：18區粵曲粵唱越開心
- 2009年7月19日翡翠台、高清翡翠台：超級巨聲
  - 2010年2月27日翡翠台、高清翡翠台：超級巨聲畢業演唱會
- 2010年5月9日翡翠台、高清翡翠台：超級巨聲2
  - 2010年9月26日翡翠台、高清翡翠台：巨聲同學會
  - 2010年10月9日翡翠台、高清翡翠台：超級巨聲2畢業演唱會
- 2011年8月14日翡翠台、高清翡翠台：超級巨聲3
- 2014年10月25日翡翠台、高清翡翠台：超級巨聲4
  - 2015年2月7日翡翠台、高清翡翠台：超級巨聲4畢業演唱會

## 音樂會
- 2006年9月16日翡翠台：聽側田唱音樂會（屈臣氏蒸餾水特約）
- 2006年10月28日翡翠台：往事只能回味劉家昌音樂會（四洲集團特約）
- 2006年12月16日翡翠台：10 X 10我至愛演唱會
- 2007年1月1日翡翠台：聽側田唱廣州音樂會（屈臣氏蒸餾水特約）
- 2007年2月18日翡翠台：我們的世紀金曲演唱會
- 2007年12月15日翡翠台：你想成真廿載情（信用卡20周年特約）
- 2010年9月18日翡翠台、高清翡翠台：超級巨聲SUPER VOICE演唱會
- 2010年12月19日翡翠台、高清翡翠台：荃加福祿壽宇宙最長演唱會 長做長有版
- 2012年11月17日翡翠台、高清翡翠台：那些年 爆笑不離3兄弟演唱會
- 2013年3月31日翡翠台、高清翡翠台：繼續寵愛·十年·音樂會
- 2013年6月1日翡翠台、高清翡翠台：開心果永遠欣想妳演唱會
- 2013年7月1日翡翠台：香港巨蛋音樂節
- 2013年10月20日翡翠台、高清翡翠台：梅艷芳·十年回憶音樂會
- 2013年12月30日J2：梅艷芳‧10‧思念‧音樂會
- 2014年7月1日翡翠台：香港巨蛋音樂節2014
- 2015年2月27日翡翠台、高清翡翠台：菀之歌‧菀之論演唱會

## 音樂特輯
- 1969年6月19日翡翠台：芳芳的旋律 (主持/演出：蕭芳芳 嘉賓：許冠傑、許冠文、鄧光榮、黃霑、王愛明等)至1969年11月2日
- 1970年6月8日翡翠台：芳芳的旋律 (主持/演出：蕭芳芳)（端午節特備節目）
- 1970年9月19日翡翠台：姚蘇蓉之歌（演出：姚蘇蓉）
- 1970年__月__日翡翠台：筷子之歌（演出：筷子姊妺花、桃麗絲，編導：蔡和平）（日立牌家庭電器及瑞興公司聯合特約）
- 1970年__月__日翡翠台：羣星之歌（演出：姚蘇蓉）
- 1971年5月29日翡翠台：陳芬蘭之歌（演出：陳芬蘭）
- 1974年1月22日翡翠台：四朵金花特輯（演出：王愛明、張德蘭、沈殿霞、汪明荃）
- 1974年1月25日翡翠台：葉麗儀特輯（演出：葉麗儀）
- 1974年9月26日翡翠台：仙杜拉之歌（演出：仙杜拉）
- 1975年6月12日翡翠台：關菊英特輯（演出：關菊英）
- 1975年6月19日翡翠台：鍾玲玲特輯（演出：鍾玲玲，編導：馮吉隆）
- 1976年5月3日翡翠台：杜麗莎之歌（演出：杜麗莎，編導：劉韻姿）
- 1976年5月__日翡翠台：四樂士特輯（演出：森森、斑斑、賈思樂、李振輝）
- 1977年__月__日翡翠台：甄妮特輯77（演出：甄妮）
- 1977年__月__日翡翠台：杜麗莎與林子祥（演出：杜麗莎、林子祥）
- 1977年8月2日翡翠台：歐陽菲菲特輯（演出：歐陽菲菲，編導：李鼎倫) (監製：吳慧萍）
- 1977年9月11日翡翠台：鄧麗君特輯（演出：鄧麗君）
- 1978年__月__日翡翠台：甄妮特輯78（演出：甄妮）
- 1978年2月4日翡翠台：樂在其中（演出：賈思樂、露雲娜，共15輯）
- 1980年2月8日明珠台：歌聲滿香江
- 1980年__月__日翡翠台：甄妮之夏日戀情
- 1981年1月3日翡翠台：群星拱照顧嘉輝（主持：黃霑、葉麗儀) (監製：馮吉隆)
- 1982年7月__日翡翠台：十彩新地
- 1983年12月18日明珠台：弦樂飄飄同競技
- 1984年__月__日翡翠台：甄妮特輯之不再孤獨
- 1985年__月__日翡翠台：三色梅艷芳（演出：梅艷芳）
- 1985年__月__日翡翠台：張國榮特輯  驚情（演出：張國榮、李麗珍）
- 1985年__月__日翡翠台：啱聽啱睇譚詠麟（演出：譚詠麟）
- 1985年__月__日翡翠台：林子祥 一個晚上（演出：林子祥）
- 1988年3月27日翡翠台：譚詠麟之友情一線牽（演出：譚詠麟）
- 1988年__月__日翡翠台：金光燦爛徐小鳳（演出：徐小鳳）
- 1988年__月__日翡翠台：梅艷芳之夢裏風情（演出：梅艷芳）
- 1989年__月__日翡翠台：浪奔浪流十九年（演出：葉麗儀）
- 1989年4月23日翡翠台：日落巴黎（演出：張國榮、鍾楚紅、張曼玉，導演：吳宇森、蕭潮順）
- 1989年7月2日翡翠台：陳百強感情寫真
- 1989年__月__日翡翠台：梅艷芳巴西熱浪嘉年華（演出：梅艷芳、江欣燕）
- 1989年__月__日翡翠台：羅文冷暖激流音樂特輯
- 1989年__月__日翡翠台：張學友特輯之我在栢斯的日子（演出：張學友、陳法蓉、吳大維，編導：小美）
- 1989年__月__日翡翠台：林憶蓮今夕何夕音樂特輯（演出：林憶蓮、王敏德、曾江、黃秋生）
- 1989年__月__日翡翠台：甄妮香港情未了
- 1989年12月10日翡翠台：王傑音樂自傳 浪子心曲
- 1990年1月14日翡翠台：純美接觸意大利（演出：鄺美雲）
- 1990年__月__日翡翠台：李克勤熱浪迷情（演出：李克勤、劉小慧、林穎嫺、關淑怡）
- 1990年__月__日翡翠台：風花雪月鍾鎮濤
- 1990年9月2日翡翠台：譚詠麟 夢幻之旅（演出：譚詠麟與當地女演員，編導：小美）
- 1990年9月22日翡翠台：徐小鳳 情懷維也納（演出：徐小鳳）
- 1990年__月__日翡翠台：劉美君音樂特輯之四度誘惑（演出：劉美君、張學友、劉德華、黎明、梁家輝）
- 1991年__月__日翡翠台：穿梭夢裏人(音樂單元劇)（演出：張學友、張曼玉、吳大維、何婉盈）
- 1991年10月27日翡翠台：林子祥之情懷洛杉磯
- 1991年11月3日翡翠台：舞台巨星許冠傑 靚歌迴響曲中情
- 1991年__月__日翡翠台：60分鐘偶像大追蹤
- 1991年12月15日翡翠台：黎明音樂特輯之我的感覺[2]
- 1991年12月__日翡翠台：日立劉德華音樂電影之一起走過紅場的日子（Andy Lau Special 1991）（演出：劉德華、關之琳）
- 1992年1月__日翡翠台：林憶蓮音樂特輯之情傾黃浦江
- 1992年3月__日翡翠台：現代愛情戀曲
- 1992年7月12日翡翠台：葉蒨文音樂特輯之瀟灑闖紅塵（演出：葉蒨文、鞏俐、成龍、林子祥、杜德偉、陳玉蓮）
- 1992年7月26日翡翠台：劉德華音樂特輯之情路狂奔（演出：劉德華、郭藹明、苗僑偉）
- 1992年8月__日翡翠台：700愛情專線（The Modern Love Story (II)）
- 1992年9月20日翡翠台：黎明音樂特輯之一夜傾情（演出：黎明）
- 1993年3月23日翡翠台：葉玉卿音樂特輯之碧波盪漾昆士蘭（演出：葉玉卿、鄭浩南、陳淑蘭）
- 1993年4月11日翡翠台：周慧敏音樂特輯之迷情戀界（演出：周慧敏、蔡一傑、蔡一智、蘇志威、劉青雲、鍾鎮濤、林俊賢）
- 1993年5月2日翡翠台：李克勤音樂特輯之驀然回首（演出：李克勤、袁詠儀，編導：小美）
- 1993年6月20日翡翠台：郭富城音樂特輯之希臘驚情（演出：郭富城、周文健、鍾麗緹、劉殷伶）
- 1993年8月22日翡翠台：梁朝偉,王靖雯音樂特輯之栢斯毚思我愛你（演出：梁朝偉、王靖雯、鄭丹瑞）
- 1993年10月10日翡翠台：陳慧嫻音樂特輯93之紐約嫻情（演出：陳慧嫻）
- 1993年11月21日翡翠台：劉德華音樂電影之波多黎各的童話（Andy Lau Special 1993）（演出：劉德華、翁杏蘭、楚原、尹揚明）
- 1994年2月20日翡翠台：葉玉卿音樂特輯之卿卿的禁區（主演：葉玉卿，嘉賓：梁家輝、黃霑、查傳誼）
- 1994年4月及5月翡翠台：巨星濃情純影集（勁歌金曲時段內播出）
- 1994年__月__日翡翠台：梅艷芳音樂特輯之情歸何處
- 1994年8月14日翡翠台：楊采妮、吳奇隆 星河奇蹟
- 1994年11月__日翡翠台：鄭秀文音樂特輯之潮流的誘惑
- 1994年12月11日翡翠台：黎明音樂特輯之北京的黎明（演出：黎明、梁詠琪）
- 1995年__月__日翡翠台：林子祥與你星聲相識二十年
- 1995年5月28日翡翠台：張學友音樂特輯之洛杉磯戀曲（演出：張學友、陳慧琳、葛民輝）
- 1995年9月__日翡翠台：鄭伊健奇趣東遊記（演出：鄭伊健、蔡安蕎、林曉峰）
- 1995年11月__日翡翠台：彭羚音樂特輯之羚的特集
- 1996年1月5日翡翠台：郭富城昆士蘭特輯之失憶情緣（演出：郭富城、朱茵、成奎安、歐陽震華）
- 1996年__月__日翡翠台：阿方正傳
- 1996年12月__日翡翠台：第一太平銀行特約：陳慧嫻英倫奇緣（演出：陳慧嫻）
- 1997年2月__日翡翠台：黎明情深說話盡情講
- 1997年3月__日翡翠台：鄭秀文音樂特輯：97男歡女愛（演出：鄭秀文、王喜、梅小惠、朱永棠、李珊珊）
- 1997年3月__日翡翠台：梅艷芳音樂特輯之三誓盟（演出：梅艷芳、盧慶輝、陳子聰）
- 1998年4月__日翡翠台：許志安音樂特輯之友緣情感覺
- 1998年__月__日翡翠台：蘇永康澳洲音樂特輯：我為你傾心（演出：蘇永康、林保怡）
- 1998年5月__日翡翠台：溫拿拉闊情弦25年
- 1998年7月__日翡翠台：羅文弦曲情繫俄羅斯
- 1998年10月__日翡翠台：陳慧琳愛情一卡拉南非（演出：陳慧琳、郭耀明）
- 1998年11月__日翡翠台：梁詠琪音樂特輯之加州琪遇記
- 1998年12月__日翡翠台：王菲音樂特輯之菲菲依然係我（演出：王菲）
- 1998年__月__日翡翠台：友弦交響曲
- 1999年10月10日翡翠台：張國榮音樂電影之左右情緣（演出：張國榮、邱淑貞、張柏芝、譚詠麟、曾志偉、吳君如、梅艷芳，導演：張國榮）
- 2000年__月__日翡翠台：王傑音樂特輯之長崎傷愛
- 2001年4月15日翡翠台：譚詠麟 愛的新體驗
- 2001年9月22日、29日翡翠台：甄妮：生命的插曲
- 2001年__月__日翡翠台：陳奕迅音樂電影：藍寶石的夜空（演出：陳奕迅、蔡卓妍）
- 2002年3月10日翡翠台：梅艷芳芳華絕代傾情夜（主持：曾志偉、林曉峰)
- 2002年12月__日翡翠台：楊千嬅音樂特輯：當飄雪戀上聖誕樹（演出：楊千嬅、古天樂）
- 2003年5月__日翡翠台：三色糖的情式（演出：盧巧音、盧海鵬、黎明、林嘉欣、曾志偉、陳小春、李燦森、鄭中基）
- 2003年__月__日翡翠台：古天樂音樂特輯之緣份咖啡室（演出：古天樂、李心潔、林雪、楊千嬅、梁家輝、陳奕迅）
- 2004年__月__日翡翠台：樂壇教父Uncle Ray
- 2005年10月1日翡翠台：由世界中心開始（歌星：楊千嬅、古巨基、雷頌德、側田）
- 2006年12月30日翡翠台：溫拿狂想33
- 2007年1月20日翡翠台：好歌來自呂方
- 2007年5月12日翡翠台： 2007
- 2007年11月25日翡翠台：人生多麼好至2007年12月2日
- 2008年1月6日翡翠台、高清翡翠台：克勤高清演藝廳（主持：李克勤）
- 2008年3月29日音樂台：情迷一夜劉美君
- 2008年11月29日翡翠台、高清翡翠台：藍兒本色
- 2009年3月21日翡翠台、高清翡翠台：謝安琪玩謝安琪
- 2009年5月16日翡翠台、高清翡翠台：峯從那裡來
- 2011年1月23日翡翠台、高清翡翠台：鄭伊健Beautiful Life
- 2011年1月30日翡翠台、高清翡翠台：周慧敏．最愛V25（主持：黃宇詩）
- 2011年2月6日翡翠台、高清翡翠台：呂方．唱出味道來
- 2011年2月13日翡翠台、高清翡翠台：明秋喜相逢（主持：張繼聰）
- 2011年2月20日翡翠台、高清翡翠台：梁詠琪︰高妹G夜（主持：黎國輝）
- 2011年5月1日翡翠台、高清翡翠台：許志安一直相愛25年
- 2013年1月5日翡翠台、高清翡翠台：得閒講 德嫻唱
- 2013年1月12日翡翠台、高清翡翠台：十分熹祥十分吋（主持：林子祥、趙增熹）
- 2013年10月12日翡翠台、高清翡翠台：左麟右李之左friend右band大派對
- 2014年1月26日翡翠台、高清翡翠台：小鳳·姐·有約
- 2014年6月28日翡翠台、高清翡翠台：巫啟賢･迷･音樂
- 2014年7月5日翡翠台、高清翡翠台：杜德偉･巨星同學會
- 2014年7月25日翡翠台、高清翡翠台：一生一世容祖兒
- 2014年11月29日翡翠台、高清翡翠台：譚詠麟笑唱人生40年
- 2014年12月13日翡翠台、高清翡翠台：遇上千嬅 ･ 遇見愛
- 2015年3月21日翡翠台、高清翡翠台：樂壇教父顧嘉煇（主持：鄭丹瑞）
- 2018年4月7日翡翠台：古巨基初心再體驗
- 2019年1月6日翡翠台：軒仔與他的產地（主持：陸浩明）
- 2019年2月24日翡翠台：尋找阿Lam的那些年（主持：鄭丹瑞）
- 2019年5月11日翡翠台：容祖兒Love In L.A.
- 2019年6月23日翡翠台：hana菊梓喬的秘密花園
- 2022年9月11日翡翠台：我們都有一首羅文的歌
- 2023年1月4日翡翠台：忘不了的殿堂音樂大師 顧嘉煇先生（主持：區瑞強、朱凱婷)
- 2023年1月14日翡翠台：音樂呂情（歌星：呂方）
- 2024年2月24日翡翠台：最緊要許冠傑音樂特輯

## 節目待查
- 溫拿狂想曲（The Wynners）